# Козелко Ігор Васильович
Ігор Васильович Козелко (12 січня 1963) — радянський, молдовський та український футболіст, який грав на позиції нападника і півзахисника. Відомий за виступами у складі низки молдовських клубів, зокрема у складі команди «Прогресул» з Бричан у вищому дивізіоні Молдови.

## Клубна кар'єра
Ігор Козелко розпочав займатися футболом в Івано-Франківську. У 1982 році він дебютував у команді другої ліги СРСР «Автомобіліст» з Тирасполя, після чого три роки на рівні команд майстрів не грав. У 1985 році Козелко став гравцем аматорської команди з Тирасполя «Текстильник», у складі якої у 1986—1987 роках грав у другій лізі СРСР. У 1988 році Ігор Козелко грав у складі іншої команди другої ліги «Прикарпаття» з Івано-Франківська. У 1990 році футболіст грав у складі команди другої нижчої ліги «Тигина» з Бендер, а в 1991 році у складі команди буферної зони другої ліги «Зоря» з Бєльців. У 1991 році виїхав до Польщі, де грав за нижчоліговий клуб «Сандеція». У 1993 році Козелко грав за українську аматорську команду «Медобори» з Гусятина. У 1994—1996 роках Ігор Козелко грав у складі команди вищого дивізіону Молдови «Прогресул» з Бричан, після чого у складі професійних команд не грав.

## Особисте життя
Син Ігора Козелка, Ігор Козелко-молодший, також є українським футболістом, який грав у складі низки українських і польських клубів.